# داستين مكغوان
داستين مكغوان (بالإنجليزية: Dustin McGowan)‏ هو لاعب كرة قاعدة أمريكي، ولد في 24 مارس 1982 في سافانا في الولايات المتحدة.

## وصلات خارجية
- داستين مكغوان على موقع دوري كرة القاعدة الرئيسي (الإنجليزية)
- داستين مكغوان على موقعبيزبول رفرنس.كوم (الدوري الرئيسي) (الإنجليزية)
- داستين مكغوان على موقعبيزبول رفرنس.كوم (الدوري الثانوي) (الإنجليزية)
- داستين مكغوان على موقع إي إس بي إن.كوم (أم.أل.بي) (الإنجليزية)
- داستين مكغوان على موقع مشجعي الرسوم البيانية (الإنجليزية)